# Conradus Vorstius
Conrad Vorstius, nacido como Konrad von der Vorst (Köln, 19 de julio de 1569 - Tönning, 29 de septiembre de 1622), fue un teólogo remonstrante germano-neerlandés. Su hijo Adolph fue profesor de medicina y botánica en la Universidad de Leiden.

## Biografía

### Primeros años
Vorstius nació en Colonia el 19 de julio de 1569 en una familia católica. Sus padres querían que su hijo se ordenará como sacerdote católico, pero sus padres se convirtieron al Protestantismo antes de que emprendiera los estudios. Recibió la educación básica en Bedburdyck. Luego estudió en Düsseldorf y en Aix-la-Chapelle.
Ingresó al colegio de St. Lawrence en Colonia, donde debería haber obtenido su licenciatura y maestría, pero no pudo en conciencia tomar el juramento requerido de obediencia a los decretos del Concilio de Trento.
Tras unos años ejerciendo como comprador adquirió habilidades en contabilidad, italiano y francés. En 1589 ingresa en la  reanudó sus estudios e ingresó en la academia calvinista Herborn, donde hasta 1593, se dedicó al estudio de Teología, sin descuidar el estudio de la Filosofía, tutelado por Johannes Piscator. En 1594 se convierte en doctor en Teología en la Universidad de Heidelberg.
En diciembre de 1595 viaja a Basilea y Ginebra para asistir a unas conferencias de Theodore Beza donde se granjea una gran reputación. Sus disputas De Sacramentis y De Causis Salutis, de ese mismo año, le valieron la oferta de un puesto de maestro con la aprobación de Beza y de Johann Jakob Grynaeus. Rechazó la oferta y regresó a su país donde ejerció como maestro en la Escuela de Secundaria del Condado de Bentheim durante quince años.
En 1597, año en que se casa, publica Burgsteinfurt De Praedestinatione, De Sancta Trinitate y De Persona et Officio Christi hace que sea sospechoso de socinianismo. Viaja a Heidelberg en 1599 defendió con éxito su ortodoxia ante la Facultad de Teología. Tras esto es ascendido en Burgsteinfurt que se había abstenido del cargo y en 1605 es nombrado predicador y asesor consistorial.
En 1606 sale a luz su Tractatus Theologicus de Deo, sive de Natura et Attributis Dei: Decem Disputationes que dedicó a Mauricio de Hesse-Kassel que había implantado el calvinismo en todos sus territorios en lugar del luteranismo. La obra se reimprimió en 1610.

### Vida en Leiden
En 1610, al comienzo de la Tregua de los Doce Años en 1609, Vorstius publica un tratado contra el Roberto Belarmino, cardenal católico autor de Disputationes de controversiis christianae fidei adversus hujus temporis haereticos (Controversias del Cristianismo Contra los Herejes de este Tiempo), titulado Anti-Bellarminus Contractus.
Ese mismo año obtiene la cátedra de Teología en Leiden al morir Arminius. Fue elegido el presidente de los remonstrantes por su apoyo a la libertad de opinión pública en su tratado contra Belarmino. A pesar de que se creía que fuera aceptada su presidencia por los gomaristas, por haber sido ortodoxo; su aceptación ofendió al conde de Bentheim que señaló a la Universidad por sus creencias y prácticas.
El nombramiento de Vorstius dio a los opositores de Arminius la oportunidad de hacer una intervención política bajo la excusa de defender el cristianismo. Su enseñanza parecía heterodoxa y profundamente escéptica incluso rayando el  ateísmo. El tratado escrito en 1606 lo llevaron a ser tachado de simpatizante del socinianismo que cuestiona la Santísima Trinidad y la naturaleza eterna de Dios. En respuesta a las acusaciones escribe Epitome Exegeseos Apologeticae en 1611. Ese mismo año, la publicación de una obra póstuma de Faustus Socinus, De Sacrae Scripturae auctoritate, provocó una condena más severa aunque Vorstius negó haber importado obras socinianas a la región y afirmó haber ignorado su origen y haber sido el autor. Vorstius afirmó, en su defensa que no compartía esos puntos de vista y apeló a la libertad de comprensión culpando a otros, entre los que se encontraba Sibrandus Lubbertus, por despertar el interés en estas cuestiones al intentar suprimir la discusión sobre ellas.
A medida que crecía la controversia, su nombramiento se convirtió en una causa en la lucha entre los remonstrantes y gomaristas tanto en la vida eclesiástica como política. Johannes Wtenbogaert y Johan van Oldenbarnevelt, líderes de los remonstrantes, acogieron con entusiasmo su nombramiento pues daría voz al arminianismo en Leiden. Lubbertus, líder  de la oposición a Vorstius, afirmó que la religión verdadera estaba bajo ataque. Lubbertus culpó a los magistrados de perpetuar divisiones religiosas que perjudicaban a los Estados. Presentó protestas oficiales ante los Estados de Holanda y West-Friesland, intentó atraer a los anglicanos a su causa comunicándose con teólogos ingleses como George Abbot, arzobispo de Canterbury; invitando a la intervención del rey Jaime I de Inglaterra.
Vorstius era un académico muy problemático pues desafiaba los principios fundamentales de la teología escolástica. Por ejemplo argumentaba que si la esencia divina tiene una extensión y una magnitud, no puede a la vez ser infinita. Con respecto a la predestinación, decía que mientras que los resultados futuros estaban condicionados a acciones electivas en el presente, la Deidad dada a procurar los asuntos humanos no debe tener también pleno conocimiento previo de ellos. Es por ello que la voluntad divina, aunque esencial en sí misma, en su contingencia o las operaciones arbitrarias pueden ser mutables y no uniformes en sus movimientos.

### Intervención de Jaime I. Una cuestión de Estado
En 1612, el Rey Jaime I hizo público un texto que incorporaba sus diversos tratos con las Provincias Unidas en el caso de Vorstius durante los dos años anteriores. Describiendo el por qué de su oposición e instando a las autoridades neerlandesas a que fuese expulsado por hereje:

En otoño pasado [1611], a fines de agosto,[...]llegaron a nuestras manos dos libros del dicho Vorstius, el titulado Tractatus Theologicus de Deo, dedicado al Landgrave de Hesse [Mauricio de Hesse-Kassel], impreso en el año 1610, el otro su Epitome Exegeseos Apologeticae, dedicado a los Estados, e impreso en el año 1611. Cuales libros, tan pronto como los recibimos,... no nos quedamos ni una hora, sino que enviamos una carta a nuestro Embajador de los Estados [ Ralph Winwood ] [...]

Si el tema de las Herejías de Vorstius no se hubiera fundado en Cuestiones de una calidad superior al número y naturaleza de los Sacramentos, o los puntos de Justificación, de Méritos, de Purgatorio, de la cabeza visible de la Iglesia, o cualquier otro asunto, como están en controversia en este día entre los papistas y nosotros; Es más, si él se hubiera entrometido con la naturaleza y las obras de Dios ad extra, como hablan los escolásticos, si él no se hubiera elevado a un punto más alto; Profeso libremente, que en tal caso nunca nos hubiésemos preocupado por el asunto de tal manera, y con el fervor como lo hemos hecho hasta ahora  e inmensidad, algunas veces aplicada a las criaturas, la esencia y sustancia, con la hipóstasis, disputando una primera y segunda creación, inmediata y mediata, haciendo a Dios quale y quantum, cambiando la eternidad, en eviternitie, enseñando a la eternidad a consistir en un número de eras, y en la cabeza como un enemigo jurado no sólo de la Divinidad, sino incluso de toda Filosofía, tanto humana como natural, negando a Dios ser Actus purus, y vacío de cualidades, pero teniendo en algún tipo (con horror sea dicho)... algún tipo de diversidad o multiplicidad en sí mismo, sí, incluso un comienzo de cierta mutabilidad; Que el mundo juzgue entonces si no tuvimos ocasión de conmovernos... como cristianos en general; sí, incluso como un teísta, o un hombre que reconoce a un Dios, o como un filósofo platónico al menos
Jaime I

Jaime I que permitía la libertad de culto en la vida privada, pero no predicar religiones contrarias a la de Inglaterra, ordenó quemar todos los libros de Vorstius. Johan van Oldenbarnevelt, gobernador neerlandés y arminiano, prometió al embajador inglés que consideraría la propuesta de Jaime I. Con esa respuesta trataba de apaciguar los ánimos del monarca inglés, pero tenía en su pensamiento arreglar los asuntos de su país sin la necesidad de la intromisión de un estado extranjero. Jaime I, molesto por la frialdad de la respuesta neerlandesa, respondió que si no lo expulsaban, la amistad entre sus países peligraría.
En el discurso de Ralph Winwood, embajador inglés, ante la Asamblea de La Haya argumentó que si el nombramiento de Vorstius era tanto político como religioso y que pondría en peligro la unidad de las Provincias. Se instó además que las Provincias Unidas habían evitado la supresión completa por parte de España como una señal del favor divino por su parte en el avance de la religión verdadera, pero que este nombramiento podría incurrir en la pérdida de ese favor. El rey envió una lista de oraciones extraídas directamente de Vorstius, para ejemplificar las declaraciones que encontró reprobables.
El rey inglés se hizo con los servicios del clérigo ex católico Richard Sheldon y del católico William Warmington para que escribiesen contra Vorstius. En 1613, Sir Dudley Carleton, vizconde de Dorchester y diplomático, le pidió al teólogo Paolo Sarpi que evaluara las opiniones de Vorstius. Sarpi entregó un informe en el que atacaba a todos los reformadores incluso las intervenciones de Jaime I y a sus preocupaciones políticas y religiosas.

### Exilio y muerte
Vorstius respondió a las condenas inglesas en la obra Christiana & modesta responsio, ad articulos quosdam, nuper ex Anglia transmissos (Una respuesta cristiana y modesta a ciertos artículos, enviados recientemente desde Inglaterra) de 1611. Aun así, en 1612, los Estados Generales le cesaron y se exilió en Gouda. Los ataques a Vorstius continuaron y se estuvo carteando con Piscator, para quien Vorstius había sido un "hijo espiritual", durante 1613. Vorstius publicó una respuesta a Piscator en 1617 y otra al gomarista Festus Hommius un año después.
El final de La Tregua de los Doce Años con España, acordad para 1621, hicieron que hubiese que arreglar la situación de Vorstius con celeridad y en 1619, en el Sínodo de Dort fue condenado por hereje al destierro.  En dicho Sínodo, Jaime I ejerció una gran presión enviando a Sir Dudley Carleton para que se reuniera con Mauricio de Nassau, Príncipe de Orange, y le fuese impuesta la pena.
La sentencia del sínodo presidido por el gomarista Johannes Bogerman rezaba: <<su licencia disoluta en el cuestionamiento escéptico de los principales jefes de la religión cristiana, su forma resbaladiza, dudosa y tortuosa de enseñar... perniciosa para la Iglesia de Dios, inapropiada para tales materia alta y sagrada...; su doctrina... de ningún modo debe ser tolerada en las Iglesias y Escuelas, sino que debe ser desterrada y desarraigada de allí, con abominación>>. Se le despojó de su cátedra en la Universidad de Leiden y se le dieron seis semanas para abandonar Holanda y West-Friesland. Ese mismo año, el también arminiano Johan van Oldenbarnevelt es decapitado.
Vorstius abandono Gouda y permaneció escondido en la zona de Utrecht. En 1622 el duque de Holstein-Gottorp, Federico III, le ofreció refugio. Se dice que en su lecho de muerte dictó un testamento de fe a Herboldus Tombergius, que luego fue retenido por los socinianos para mostrar su adhesión a sus creencias. Murió en Tönning el 29 de septiembre de 1622.
Marcus Gualtherus, rector de Kampen, en su funeral dijo que los últimos años de Vorstius los pasó moviéndose constantemente de casa en casa para evitar ser descubierto, teniendo siempre que asegurarse de que hubiera una escalera para poder escapar por las ventanas de arriba. El propio Gualtherus también se vio obligado a abandonar su ciudad en 1621 debido a su amistad con Vorstius y Simón Episcopius.